# Horti Agrippinae

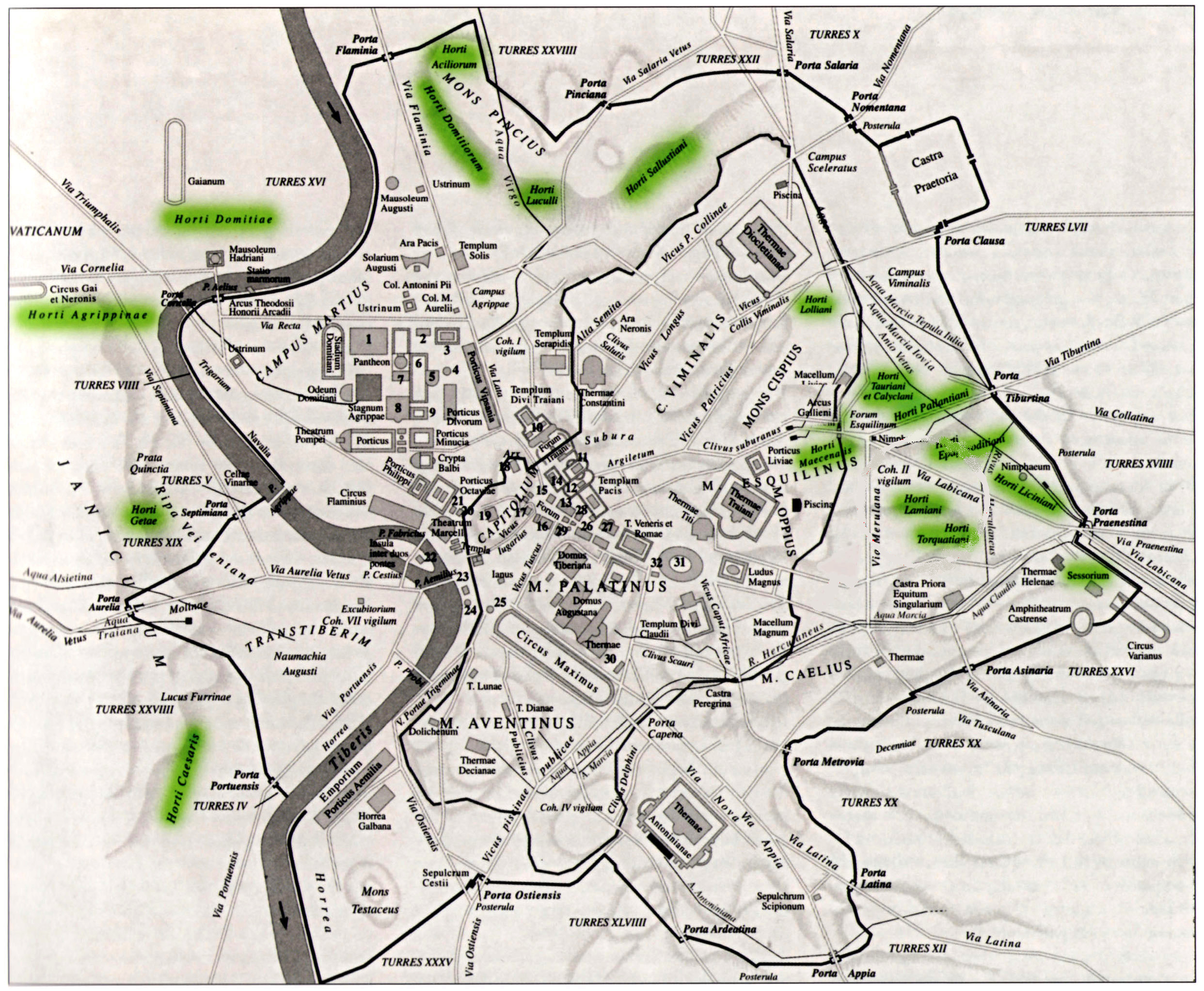
Horti en la antigua Roma.

Los Horti Agrippinae (latín) o Jardines de Agripina eran un complejo de lujosos jardines privados pertenecientes a Agripina la Mayor, esposa de Germánico, en la antigua Roma. Estaban situados en la orilla occidental del río Tíber, donde ahora se encuentra la Basílica de San Pedro, y en su extensión al río, se construyó una terraza con pórtico.
Fueron construidos en el Ager Vaticanus, la llanura aluvial extramuros de la ciudad que se desarrolló a finales del siglo I a. C., permitiendo a las familias patricias construir lujosas residencias privadas (Horti).
Su hijo Calígula heredó los horti y, como aficionado a las carreras de carros, construyó allí el llamado Circo de Nerón. Para marcar su espina, Calígula erigió en el circo un obelisco egipcio (el único siempre en pie, entre los numerosos obeliscos de Roma). Después del Gran incendio de Roma en el año 64, Nerón hizo perseguir y (presumiblemente) ejecutar a los primeros cristianos en estos horti. Uno de ellos fue el apóstol Pedro, que fue crucificado en el circo. Fue enterrado en la cercana necrópolis de Vía Cornelia y en los siglos siguientes su tumba se convirtió en un lugar de peregrinación. Por eso, en el año 324, Constantino el Grande hizo construir la primera basílica de San Pedro en el terreno de los Horti Agrippinae y en el circo.
Los horti también incluían el Teatro de Nerón, excavado entre 2021 y 2023 en el patio del Palazzo dei Penitenzieri.
En julio de 2024, las excavaciones han identificado un pórtico de una residencia perteneciente a Calígula, donde además de la referencia de Filón, se han encontrado tuberías de plomo con la inscripción referida a Calígula. Los pórticos fueron desarrollados para conectar la casa con el exterior y crear espacios al aire libre. Anteriormente, ya se había excavado en la zona una lavandería romana al aire libre del siglo II.